# Marion Lau
Marion Lau (* 26. Juni 1947 in Angermünde) ist eine ehemalige deutsche SPD-Politikerin in Niedersachsen.

## Ausbildung
Marion Lau besuchte das Gymnasium, das sie 1966 in Berlin mit dem Abitur verließ. Anschließend studierte sie an der Pädagogischen Hochschule in Braunschweig. Die erste Lehrerprüfung bestand sie im Jahr 1969.

## Leben
Lau unterrichtete nach ihrem Studium an der Vorschule sowie an Grund- und Hauptschulen. Von 1975 bis zu ihrer Wahl in den Landtag war sie an der Realschule in Wittingen angestellt. Sie war auch als Fachseminarleiterin und Fachberaterin für Schulsport tätig. Bereits im Jahr 1965 war sie der SPD beigetreten. Sie wurde später Mitglied des SPD-Unterbezirksvorstandes in Gifhorn und des SPD-Bezirksvorstandes in Braunschweig. Ab 1980 war Marion Lau Ratsfrau der Stadt Wittingen, im Jahr 1983 wurde sie in den Kreistag des Landkreises Gifhorn gewählt. Sie trat dem Niedersächsischen Landtag in seiner zwölften Wahlperiode am 21. Juni 1990 bei. Sie gehörte ihm bis 2001 an, als sie im Landkreis Gifhorn zur Landrätin gewählt wurde. 2006 wurde sie für weitere acht Jahre als Landrätin wiedergewählt. 2014 trat sie nicht mehr zur Wahl an. Nach Jahren der Stille engagierte sich Lau 2021 für eine Neuaufstellung progressiver Politik auf Landes- und Kommunalebenen. 2023 forderte sie eine parteiübergreifende Zielsetzung ökologischer Verkehrsmittel in Regionen.